# Margine di immunità ai disturbi
In elettronica digitale, il Margine di immunità ai disturbi, spesso indicato con l'acronimo NM, rappresenta il livello massimo di rumore che, sovrapponendosi al segnale d'ingresso, fornisce ancora il corretto valore del segnale di uscita.
È un importante parametro per giudicare la bontà del sistema: più è ampio, maggiore è l'immunità ai disturbi del sistema.

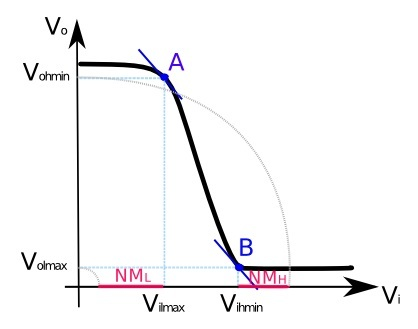
Caratteristica di trasferimento di un invertitore reale

## NMHe NML
Consideriamo un invertitore reale, la cui caratteristica di trasferimento VOUT/VIN è rappresentata nella figura laterale.
Si definisce: 
- VOLnom - il valore dell'uscita bassa corrispondente ad un ingresso alto nominale VIHnom;

- VOHnom - il valore dell'uscita alta corrispondente ad un ingresso basso nominale VILnom;

- VILmax - il massimo valore dell'ingresso per il quale l'uscita è ancora al valore alto VOHmin;

- VIHmin - il minimo valore dell'ingresso per cui l'uscita è ancora al valore basso VOLmax;

Per trovare i valori di VILmax e di VIHmin, si identificano sulla caratteristica di trasferimento i punti A e B in cui la pendenza della curva è -1.
Infatti, la tangente alla caratteristica di trasferimento rappresenta l'amplificazione (a piccoli segnali) che un segnale subisce attraversando l'invertitore. I punti corrispondenti ad una pendenza pari a -1 separano quindi le zone in cui il guadagno è minore di uno (attenuazione) da quelle con guadagno maggiore di uno (amplificazione).
Perciò, un eventuale disturbo sovrapposto al segnale d'ingresso verrà attenuato (e quindi soppresso da una catena di inverter) se VIN è minore (maggiore) di VILmax (VIHmin); al contrario verrà amplificato se VIN risulta compresa tra VILmax e VIHmin, portando gli inverter a valle in stati logici diversi da quelli previsti.
Possiamo definire adesso:
- NMH - Margine di immunità ai disturbi del livello alto (intervallo di valori riconosciuti come valore alto = uno logico).

```
         NM
H
 = V
OHmin
 - V
IHmin
```

- NML - Margine di immunità ai disturbi del livello basso (intervallo di valori riconosciuti come valore basso = zero logico).

```
         NM
L
 = V
ILmax
 - V
OLmax
```

Il margine di immunità ai disturbi NM è definito come il minimo tra i due valori:
```
         NM = min{ NM
L
,NM
H
 }
```

## Relazione tra NM e Guadagno del sistema AV
Da definizione: 
```
         NM
H
 > 0     
         NM
L
 > 0
         ΔV
IN
 = V
IHmin
 - V
ILmax

         ΔV
OUT
 = V
OHmin
 - V
OLmax
```

Sommiamo i due margini:
```
         NM
H
 + NM
L
 = V
OHmin
 - V
IHmin
 + V
ILmax
 - V
OLmax
 =   ΔV
OUT
 - ΔV
IN
 > 0
```

Ossia: 
```
         A
V
 = ΔV
OUT
 / ΔV
IN
 > 1
```